# اهتری
اهتری (به لاتین: Ähtäri) یک شهرک و شهر در فنلاند است که در اوستروبوتنیای جنوبی واقع شده‌است. این شهر زادگاه هوگو سیمبرگ نقاش فنلاندی است.

## خواهرخوانده
شهر بخش لیکسله خواهرخواندهٔ اهتری هست.